# 东帝汶国防军
东帝汶国防军（德顿语：Forcas Defesa Timor Lorosae；葡萄牙语：Forças de Defesa de Timor Leste），为东帝汶的国防武装力量。国防军司令部位于首都帝力市。

## 历史
东帝汶国防军前身为东帝汶民族解放军，在東帝汶獨立前，民族解放軍的高層一度想朝向無軍隊政府轉型，但是1999年獨立公投後隨之爆發的大規模叛亂改變了這些高層對於國防武力的見解，聯合國維和部隊規模不足對抗印尼扶持的反抗勢力，東帝汶警察數量亦不足控制國家秩序，當時決定未來國家得建置約5,000人的國防軍。
2000年中期，聯合國東帝汶臨時行政機構委託英國國王學院進行未來東帝汶軍事結構評估，對於「重建新軍」與「留用民族解放軍」等議題進行分析，並提出三套建軍設計構想。方案一是以留用全數東帝汶民族解放軍改編國防軍，此方案軍隊規模會將近5,000人，且會有完整的軍事能力。方案二是留用1,500位職業軍人搭配1,500位義務役；方案三是1,500位職業軍人搭配1,500位志願後備軍人。國王學院團隊建議的是方案三，在2000年9月得到臨時行政機構採用。
2001年2月，由東帝汶民族解放軍人員挑選改組的东帝汶国防军正式成立，2001年6月29日國防軍第一營成軍，並在同年12月1日完成滿編狀態。2002年1月國防軍第二營成軍，除了幹部採用前民族解放軍成員外，士兵則從未參與獨立戰爭的東帝汶西部出生之年輕人招募。2001年12月，東帝汶海軍成立。
2006年東帝汶危機前，因為軍隊積存的管理問題導致部隊士氣低落，在向上反映未能獲得良性回饋的狀況下士官兵開始離職，至3月16日，東帝汶國防軍指揮官解僱了594名國防軍士兵。4月份，解雇事件引發了國內大規模暴力衝突，且東帝汶國防軍與東帝汶警察之間關係陷入緊張。由於東帝汶政府無法收拾這個局面，在5月向聯合國提出救援。聯合國維和部隊在5月26日進駐穩定局勢。
危機結束後，2006年9月東帝汶國防軍縮編重建。編制人力僅存715人，此時國防軍僅剩總部（95人）、通信單位（21人）、憲兵（18人）、第一營（317人）、海軍（83人）、後勤單位（83人），另外前第二營有43人後來歸隊作為重建，但作為軍事力量來說，東帝汶國防軍在2006年基本處於報銷狀態，需要聯合國介入保護國家。

## 軍力簡介
东帝汶總軍力目前計畫編制1,500名現役及1,500名後備役，至2020年，总兵力為2,280人。
東帝汶的部隊主要是陸軍2個輕裝步兵營，每個營滿編600-650人，部隊由澳大利亞及葡萄牙教官代訓，每個營下轄5個連（3個戰鬥連、1個支援連、1個突擊連）。第1營由前東帝汶民族解放軍組成，駐地拉加縣，第2營為新兵營，駐紮在梅蒂納羅的尼古·杜·斯雷斯·洛巴托訓練中心。部隊主要武器是1,560把M16A2步槍、75挺FN Minimi輕機槍、75把M203榴彈發射器、8把狙擊步槍、50把M1911A1手槍。
東帝汶海軍目前配備皆是數百噸級的小型巡邏艇，在2001年建國時葡萄牙軍援了2艘信天翁級巡邏艇，由葡萄牙人在梅蒂納羅訓練東帝汶海軍操作；2010年，向中華人民共和國採購2艘62-I型護衛艇，36位海軍士官兵至中國進行3個月的換裝訓練；2011年9月，南韓援助了3艘巡邏艇給東帝汶國家警察；未來，東帝汶將接收澳大利亞的太平洋巡邏艇計畫軍援艦艇。
東帝汶空中部隊是國防軍中最新的機構，在2020年開始運作，使用1架塞斯納172。2019年東帝汶曾計劃採購3架Mi-171直升機，但最後沒有履約。2021年6月美國政府和東帝汶政府達成協議，以軍援預算協助翻修包考機場，並捐贈1架塞斯纳206供東帝汶國防軍使用，軍援的賽斯納206在2023年6月交運。